# Средний Восток

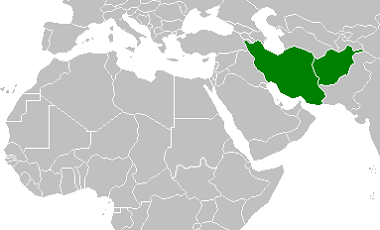
Средний Восток (узкое определение)

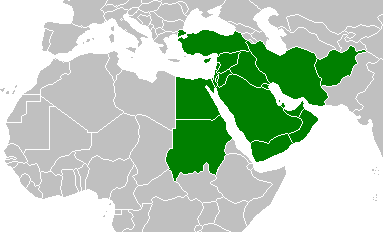
Средний Восток (широкое определение)

Сре́дний Восто́к — регион с центром в Западной Азии.
В русскоязычной литературе термин «Средний Восток» понимается либо как название района Западной Азии, где расположены Иран и Афганистан, либо как обозначение стран Ближнего Востока совместно с Ираном и Афганистаном (иногда включая Пакистан). Используется также обобщающий термин «Ближний и Средний Восток».
В английском языке в XX веке этот термин (англ. Middle East) стал широко использоваться в качестве замены термину Ближний Восток (Near East), поэтому на русский язык термин Middle East, прежде обозначавший «Средний Восток», переводится обычно как «Ближний Восток». Однако в историческом контексте, относящемся к периоду приблизительно до Второй мировой войны, Middle East принято переводить как «Средний Восток».

## Происхождение термина
Термин англ. Middle East («Средний восток») возник в 1850-е годы в британской Индийской администрации. Однако большую известность он приобрёл благодаря американскому военно-морскому теоретику Альфреду Тайеру Мэхэну, применившему этот термин в 1902 году для обозначения «области между Аравийским полуостровом и Индией».
В то время Британская и Российская империи боролись за влияние в центральной Азии (это соперничество получило название Большая игра). Мэхэн осознавал значение не только самого региона, но и его сердца — Персидского залива. Он назвал окружающий Персидский залив регион Средним Востоком, считая его вторым по важности после Суэцкого канала морским проходом, который британцы должны контролировать, чтобы предотвратить продвижение русских в направлении Британской Индии. Впервые термин был использован Мэхэном в 1902 году в статье «Персидский залив и международные отношения», опубликованной в журнале National Review.
Эта статья была перепечатана The Times. Вскоре там же появилась серия из двадцати статей под общим заголовком «Средневосточный вопрос», написанная сэром Игнатием Валентином Чиролом. В статьях сэр Игнатий расширил определение «Среднего Востока», распространив его на «регионы Азии, простирающиеся до границ Индии и господствующих над подходами к Индии». Позже, после того как серия статей была завершена в 1903 году, The Times стала опускать кавычки при употреблении термина в своих статьях.
Вплоть до Второй мировой войны регион между Турцией и восточным побережьем Средиземного моря было принято называть в английском языке англ. Near East («Ближним Востоком»), в то время как «Дальний Восток» (англ. Far East) имел своим центром Китай, а Средним Востоком назывался регион от Месопотамии до Бирмы. В конце 1930-х британцы создали Средневосточное командование, базировавшееся в Каире и управлявшее военными силами Великобритании в регионе.
Позже английский термин англ. Middle East («Средний Восток») получил широкое хождение в Европе и США. В Вашингтоне в 1946 году был основан Ближневосточный институт (буквально — «Средневосточный» (англ. Middle East Institute)).

### Современное употребление
В период между мировыми войнами судьба изначально английского термина сложилась по-разному. В английском языке термин Middle East стал употребляться либо как обобщающее название для прежних «Ближнего» и «Среднего» Востока, либо фактически стал обозначать приблизительно те страны, что прежде обозначались термином Near East.

#### В английском языке
Слово «Средний» (англ. Middle) вызывает некоторую путаницу в связи с изменившимся значением термина. До Первой мировой войны термин «Ближний Восток» (англ. Near East) в английском языке употреблялся для обозначения Балкан и Османской империи, в то время как «Средний Восток» (англ. Middle East) относился к Ирану, Афганистану, Центральной Азии, и частично к Кавказу. В свою очередь «Дальний Восток» англ. Far East относился к странам Восточной Азии (в частности Китаю, Японии, Формозе, Корее, Гонконгу и т. п.).
С исчезновением в 1918 году Османской империи термин Near East практически перестал использоваться в английском языке, в то время как Middle East стали применять к странам Исламского мира.
Первое официальное использование термина Middle East правительством США появилось в затрагивающей Суэцкий кризис Доктрине Эйзенхауэра в 1957 году. Госсекретарь США Джон Фостер Даллес определил Middle East как «область, лежащую между и включающую Ливию на западе и Пакистан на востоке, Сирию и Иран на севере и Аравийский полуостров на юге, а также Судан и Эфиопию». В 1958 году Государственный департамент США пояснил, что термины «Ближний Восток» и «Средний Восток» взаимозаменяемы и определил данный регион как включающий только Египет, Сирию, Израиль, Ливан, Иорданию, Ирак, Саудовскую Аравию, Кувейт, Бахрейн и Катар.
Согласно политике агентства Associated Press, Ближний Восток ранее относился к западным странам, в то время как Средний Восток — к восточным, однако сейчас они синонимичны.
В документах ООН чаще всего применяется термин Middle East и относится он к арабо-израильскому конфликту. Реже используется Near East. На русский язык оба переводятся как «Ближний Восток».
Некоторые критики обычно рекомендуют использовать альтернативный термин, например «Западная Азия», являющийся официальным обозначением, используемым ООН. Многие авторы критикуют термин Middle East как имплицитно евроцентричный. В современных европейских языках термин англ. Middle East используется как европейцами, так и неевропейцами в академической и официальной речи.

#### В русском языке
Во многие другие языки, в частности в русский, термин Middle East (буквально — «Средний Восток») проник уже в своем новом значении, то есть фактически в значении Near East (буквально — «Ближний Восток»). Поэтому на русский язык термин Middle East, прежде обозначавший «Средний Восток», переводится обычно как «Ближний Восток». Однако в историческом контексте, относящемся к периоду приблизительно до Второй мировой войны, Middle East принято переводить как «Средний Восток».
В контексте, не связанном с переводом, в русском языке термин «Средний Восток» понимается либо как название района Западной Азии, где расположены Иран и Афганистан, либо как района Западной Азии, расположенного между Европой и Пакистаном, или обозначение стран Ближнего Востока совместно с Ираном и Афганистаном (иногда включая сюда и Пакистан). Используется также обобщающий термин «Ближний и Средний Восток». Некоторые классификации исключают из Среднего Востока страны Северной Африки (Судан, Египет), а также и Кипр.

## Государства Среднего Востока
В расширенном понимании термина — страны Ближнего Востока вместе с Ираном и Афганистаном:
1. Афганистан
2. Бахрейн
3. Кипр[К 1][К 2]
4. Египет[К 1][К 3]
5. Иран
6. Ирак
7. Израиль
8. Иордания
9. Кувейт
10. Ливан
11. Оман
12. Государство Палестина
13. Катар
14. Саудовская Аравия
15. Сирия
16. Судан[К 1][К 3]
17. Турция[К 4]
18. ОАЭ
19. Йемен

## Демография

### Продолжительность жизни
Ожидаемая при рождении продолжительность жизни в 2023 году, согласно оценке Группы Всемирного банка:
| Страны и территории | 2023  | 2023  | 2023  | 2023  | Исторические данные | Исторические данные | Исторические данные | Исторические данные | Исторические данные | Исторические данные | Исторические данные | Исторические данные | Исторические данные | Исторические данные | Исторические данные | Эффект COVID-19 | Эффект COVID-19 |
| Страны и территории | Общая | М     | Ж     | ЖΔМ   | 2014                | 2014 →2019          | 2019                | 2019 →2020          | 2020                | 2020 →2021          | 2021                | 2021 →2022          | 2022                | 2022 →2023          | 2023                | 2019 →2023      | 2014 →2023      |
| ------------------- | ----- | ----- | ----- | ----- | ------------------- | ------------------- | ------------------- | ------------------- | ------------------- | ------------------- | ------------------- | ------------------- | ------------------- | ------------------- | ------------------- | --------------- | --------------- |
| Израиль             | 83,20 | 81,00 | 85,50 | 4,50  | 82,15               | 0,65                | 82,80               | −0,16               | 82,65               | −0,15               | 82,50               | 0,20                | 82,70               | 0,50                | 83,20               | 0,39            | 1,04            |
| Кувейт              | 83,19 | 82,70 | 83,70 | 1,00  | 79,08               | 2,89                | 81,97               | −3,21               | 78,76               | −0,02               | 78,74               | 1,85                | 80,59               | 2,60                | 83,19               | 1,22            | 4,11            |
| ОАЭ                 | 82,91 | 81,98 | 84,20 | 2,23  | 81,99               | 0,61                | 82,60               | −0,66               | 81,94               | −2,85               | 79,08               | 1,40                | 80,49               | 2,42                | 82,91               | 0,31            | 0,92            |
| Катар               | 82,37 | 81,61 | 83,37 | 1,76  | 81,39               | 1,55                | 82,94               | −2,54               | 80,41               | 0,67                | 81,08               | 0,77                | 81,86               | 0,51                | 82,37               | −0,58           | 0,97            |
| Кипр                | 81,65 | 79,64 | 83,67 | 4,03  | 81,34               | 0,12                | 81,45               | −0,22               | 81,23               | −0,66               | 80,57               | −0,14               | 80,43               | 1,21                | 81,65               | 0,19            | 0,31            |
| Бахрейн             | 81,28 | 80,67 | 81,99 | 1,31  | 80,21               | 0,26                | 80,47               | −1,79               | 78,68               | −0,60               | 78,08               | 2,91                | 80,99               | 0,29                | 81,28               | 0,81            | 1,07            |
| Оман                | 80,03 | 78,49 | 81,88 | 3,39  | 79,03               | 0,92                | 79,95               | −2,18               | 77,76               | −1,79               | 75,97               | 1,94                | 77,91               | 2,12                | 80,03               | 0,09            | 1,00            |
| Саудовская Аравия   | 78,73 | 77,10 | 81,16 | 4,06  | 77,12               | 1,20                | 78,31               | −0,72               | 77,60               | −0,51               | 77,09               | 0,22                | 77,31               | 1,42                | 78,73               | 0,42            | 1,62            |
| Ливан               | 77,82 | 75,74 | 79,73 | 3,99  | 78,15               | 0,06                | 78,21               | −1,91               | 76,30               | −2,65               | 73,65               | 4,35                | 78,00               | −0,19               | 77,82               | −0,39           | −0,33           |
| Иордания            | 77,81 | 75,71 | 80,19 | 4,48  | 74,61               | 2,26                | 76,86               | −1,28               | 75,58               | −1,38               | 74,20               | 2,88                | 77,09               | 0,73                | 77,81               | 0,95            | 3,21            |
| Иран                | 77,65 | 75,79 | 79,63 | 3,84  | 75,64               | 1,22                | 76,86               | −2,71               | 74,14               | −0,39               | 73,75               | 3,05                | 76,80               | 0,85                | 77,65               | 0,80            | 2,02            |
| Турция              | 77,16 | 74,53 | 79,86 | 5,33  | 76,45               | 1,28                | 77,74               | −1,21               | 76,53               | −0,80               | 75,72               | 1,87                | 77,59               | −0,43               | 77,16               | −0,58           | 0,70            |
| Мир                 | 73,33 | 70,95 | 75,84 | 4,89  | 71,78               | 1,09                | 72,87               | −0,68               | 72,18               | −0,97               | 71,22               | 1,75                | 72,97               | 0,36                | 73,33               | 0,46            | 1,55            |
| Ирак                | 72,32 | 70,43 | 74,06 | 3,63  | 69,68               | 1,57                | 71,25               | −1,59               | 69,65               | 1,05                | 70,70               | 1,33                | 72,04               | 0,29                | 72,32               | 1,08            | 2,64            |
| Сирия               | 72,12 | 69,83 | 74,41 | 4,58  | 65,49               | 5,48                | 70,97               | 0,97                | 71,94               | 0,47                | 72,42               | 0,37                | 72,79               | −0,67               | 72,12               | 1,15            | 6,63            |
| Египет              | 71,63 | 69,49 | 73,81 | 4,32  | 69,91               | 1,30                | 71,21               | −1,42               | 69,79               | −0,81               | 68,98               | 2,03                | 71,01               | 0,62                | 71,63               | 0,42            | 1,72            |
| Йемен               | 69,30 | 67,23 | 71,39 | 4,15  | 68,00               | −1,44               | 66,57               | −0,13               | 66,44               | −0,42               | 66,02               | 1,93                | 67,95               | 1,34                | 69,30               | 2,73            | 1,29            |
| Палестина           | 65,17 | 59,69 | 71,50 | 11,81 | 72,78               | 3,03                | 75,81               | −0,81               | 75,00               | −1,11               | 73,89               | 2,77                | 76,66               | −11,49              | 65,17               | −10,64          | −7,61           |

## Геология региона
Средний Восток находится в месте соприкосновения четырёх тектонических образований — Африканской плиты, Аравийской платформой, Евразийской плитой и Индостанской плитой. В местах их столкновений возникла складчатость, что привело к образованию множества горных систем. Часть Среднего Востока заполнена горными сооружениями Альпийской геосинклинальной области, продолжающими горные сооружения Южной Европы. В рельефе они выражены в виде нагорий с относительно приподнятыми окраинными цепями и опущенными внутренними плоскогорьями. На юге к ним причленяется Аравийско-Сирийская глыба, представляющая часть Африканской платформы. Аравийская область во всех отношениях ближе к Северной Африке, чем к остальной Азии. Складчатые и складчато-глыбовые горы и нагорья чередуются с аккумулятивными равнинами и межгорными впадинами. Межгорные депрессии заполнены мощными толщами рыхлого обломочного материала, попавшего туда с окружающих гор. Некоторые озёра, ранее занимавшие самые низкие части впадин, высохли и оставили толщи соли и гипса.
Средний Восток — контрастный регион по абсолютным отметкам высот. С одной стороны, здесь расположены одни из самых высоких вершин планеты — горы Чогори (8614 м) и Тиричмир (7690 м), с другой стороны, глубочайшая впадина — Мёртвое море, уровень которого ниже уровня моря на 392 м. Многие районы Среднего Востока (Иран, Пакистан, Турция) охвачены альпийским орогенезом. Там наблюдается повышенная сейсмичность (например, Ашхабадское землетрясение 1948 года). Зоны интенсивных новейших поднятий перемежаются участками со складчатыми структурами более древнего возраста.
На территории стран Среднего Востока найдены месторождения многих видов минерального сырья. Обнаружены месторождения нефти, наибольшие по количеству запасов в мире (главным образом в бассейне Персидского залива и Каспийского моря). По запасам нефти, природного горючего газа и самородной серы Средний Восток занимает первое место в мире. Значительны также запасы цинковых руд, барита, боратов, лития, корунда, ртути, асбеста, фосфоритов, железной руды, калийных солей, свинца, вольфрама, меди, пирита, сурьмы, флюорита, целестина, бирюзы, лазурита и других полезных ископаемых.

### Нефть, газ, ископаемый уголь
Впервые промышленные запасы нефти на Среднем Востоке обнаружены на юго-западе Ирана в 1908 году (месторождение Месджеде-Солейман). В конце 1920-х годов началась эксплуатация ряда месторождений нефти, в частности Киркук (Ирак), Гечсаран, Хефтгель (Иран). В 1932 году открыто гигантское газонефтяное месторождение Авали на острове Бахрейн, а также большие газонефтяные и нефтяные месторождения Пазенан и Агаджари в Иране, Даммам, Абкайк Абу-Хадрия в (Саудовской Аравии). В 1938 году открыто крупнейшее в мире месторождение Большой Бурган в Кувейте, в 1948 году — Гавар в Саудовской Аравии. В 1950-е — 60-е годы выявлено более 80 крупных нефтяных месторождений. В 1970-х годах были обнаружены гигантские газовые месторождения в юго-восточной части Персидского залива и прилегающих к ней территорий Ирана, Катара, ОАЭ, Ирака. По запасам нефти Средний Восток занимает ведущее место среди прочих регионов мира: около 45 млрд тонн нефти и более 20 трлн м³ газа. Большинство месторождений нефти и газа связаны с крупнейшим в мире нефтегазоносным бассейном Персидского залива. Единичные залежи нефти и газа обнаружены в прочих бассейнах региона (Иран, Афганистан, Израиль). До 90-х годов XX века в странах Среднего Востока было открыто 302 нефтяных и газонефтяных и 54 газовых месторождений. Основные разведанные запасы углеводородов найдены в интервале глубин 1-3 км. Основные продуктивные толщи — пермская, верхнеюрская, нижнемеловая и олигоцен-нижнемиоценовая.
Запасы каменного угля составляют более 23 млрд тонн, бурого — 3,3 млрд тонн. Все разведанные запасы каменного угля сконцентрированы в странах Среднего Востока — Турции, Иране и Афганистане. Практически все запасы бурого угля — в Турции (Анатолийский буроугольный бассейн). Основные месторождения каменного угля в Турции сосредоточены в северо-западной части страны (бассейн Зонгулдак). Большинство месторождений угля в Иране находится в трёх угленосных бассейнах — Эльбурсском, Центрально-Иранском (месторождения Керманское, Бадаму) и в Мешхедском (Северо-Хорасанском).

### Металлы
Запасы урана на Среднем Востоке незначительны и составляют около 9 тыс. тонн (1998). Они заключены в нескольких месторождениях Турции (Салихлы-Кёпрюбаши). Содержание в рудах U3O8 0,07-0,1 %. В турецкой части Чёрного моря открыты большие скопления урановых руд в донных осадках на глубине 1—2 км.
Руды чёрных металлов. Общие запасы железной руды в Западной Азии составляют около 14 млрд тонн, в том числе разведанные — более 3 млрд тонн (1998). Наиболее важные в промышленном отношении — контактно-метасоматические месторождения Турции (Дивриги, Хасанчелеби), Ирана (Чогарт и другие), Ирака (Аснава) с запасами руды 100—500 млн тонн (содержание Fe — 50—63 %, S — 0,1-2 %, P2О5 — 0,05-3,0 %, SiO2 — 2,0-33,0 %). Крупные месторождения представлены железистыми кварцитами в Саудовской Аравии (Вади-Сававин) и др., а также железорудными метасоматитами в терригенно-карбонатных породах в Афганистане (Хаджигек) и др. Осадочные месторождения, как правило, невелики и сосредоточены в Саудовской Аравии, Ираке, Иордании, Афганистане, Сирии (запасы — сотни тысяч, десятки, редко сотни млн. тонн, содержание Fe — 23-64 %, S — сотые доли процента, P2О5 — 0,01-0,45 %, SiO2 — до 15 %).
Титаномагнетитовые месторождения (Йемен) характеризуются значительными запасами руды — до 600 млн тонн, но низким содержанием полезных компонентов (Fe — 15 %, TiO2 — 5,3 %) и высоким содержанием вредных компонентов (P2О5 — до 3,3 %).
Запасы марганцевых руд невелики и составляют более 5 млн тонн. Запасы в основном сосредоточены в осадочных и докембрийских отложениях Иордании (Вади-Дана и другие), в гидротермальных месторождениях Турции (Перонит, Подима, Улукёй и другие) и Ирана, а также в металлоносных илах Саудовской Аравии — Атлантис-11. Содержание Mn в осадочных месторождениях — 38-43 %, в жильных — 25-45 %.
Запасы титана оцениваются 850 тыс. тонн ильменита, которые сосредоточены в небольших ильменит-цирконовых прибрежно-морских россыпях Йемена. Содержание (кг / т): ильменита 24-83, циркона 10-20, монацита 1-2. Запасы циркона составляют 130 тыс. тонн, монацита 8 тыс. тонн. В Йемене и Саудовской Аравии имеются также титаномагнетитовые руды в основных породах, однако содержание TiO2 в них редко превышает 5 %.
Запасы хромовых руд составляют около 40 млн тонн — в основном в месторождениях Турции и Ирана. Небольшие месторождения хромовых руд есть на Кипре (1 млн тонн), в Афганистане и Омане (160 тыс. тонн). Все месторождения представлены пласто- и линзовидными залежами массивных и вкрапленных руд в ультраосновных породах. В Турции они группируются в районах Гулеман, Бурса — Измир и Мугла, содержание Cr2O3 в пределах 22-56 %, FeO — 11-13,5 %, Al2O3 — 9-11 %, SiO2 — 5-11,5 %, отношение Cr к Fe 2,88:3,1. В Иране месторождения хромитов сконцентрированы в районе Минаб (Шахриар).
Руды цветных металлов. Запасы бокситов невелики и составляют 217,5 млн тонн, в том числе разведанные — более 140 млн тонн. Основная часть общих запасов (200 млн тонн) заключена в месторождениях, расположенных в Турции, мелкие месторождения бокситов известны также в Иране и Афганистане. Все месторождения — осадочного типа.
Запасы меди составляют более 22 млн тонн. Около 50 % запасов меди заключены в месторождениях Ирана, Афганистана, Турции, Саудовской Аравии, Омана, Иордании, Кипра, Израиля. Важнейшие в промышленном отношении медно-порфировые месторождения — в Иране (Сарчешме, Чахар-Гонбад и др.) и Турции. Велики также стратиформные месторождения Афганистана (Айнак и др.), Иордании и Израиля. Менее значительные по запасам — колчеданные месторождения Турции, Омана, Саудовской Аравии, Кипра и Ирана (запасы металла — до 680 тыс. тонн, содержание Cu — 0,5-3,75 %). Скарновые месторождения Ирана и Афганистана и месторождения жильного типа Ирана и Турции имеют незначительные запасы металла (около 100 тыс. тонн), но отличаются высоким содержанием меди. В металлоносных илах Красного моря (месторождение Атлантис II) содержание Cu — 0,19-3,6 %.
Запасы свинца на Среднем Востоке составляют около 7,9 млн тонн, цинка около 26 млн тонн. Прогнозируемые запасы соответственно превышают 10 и 15 млн тонн. Запасы свинца и цинка сосредоточены главным образом в Средиземноморском геосинклинальном складчатом поясе, в пределах Ирана. Цинк в большом количестве есть в Саудовской Аравии, в меньшей — в Ираке, Афганистане и Омане. Наиболее важные в промышленном отношении гидротермально-метасоматические и стратиформные месторождения Ирана (Энгуран и др.), а также колчеданно-полиметаллические и медно-цинковые колчеданные месторождения Турции (Мургул, Лаханос и др.), Ирана (Кушк, Чахмире и др.), Саудовской Аравии (Нукри, Эль-Амар и др.), Омана (Сухар, Раках и др.), Афганистана (Шайда). В рудах этих месторождений присутствуют также серебро, золото, медь, иногда кадмий. Жильные месторождение Турции, Ирана, Ирака, Саудовской Аравии, как правило, характеризуются небольшими запасами свинца и цинка при высоких концентрациях их в рудах (Pb — до 20 %, Zn — до 15 %). В месторождении Атлантис II в Красном море содержание цинка в илах — от 0,9 до 9,8 %.
Запасы никеля составляют около 250 тыс. тонн, большая часть из них — 160 тыс. т (1998) в Турции и в комплексных медно-цеолитовых и гидротермальных жильных месторождение Ирана (Тальмеси, Мескани, Чахмире), меньше — в магматическом медно-никелевом месторождении Вади-Куатан (Саудовская Аравия). Содержание никеля в рудах варьирует от 0,4 до 4 %.
Кобальт в количестве 35 тыс. тонн при содержании 0,27 % присутствует только в рудах медно-колчеданного месторождения Эргани (Турция).
Месторождения вольфрама — монометаллические и вольфрам-молибденовые — известны только в Турции. Общие запасы — 77 тыс. тонн, подтвержденные — 50 тыс.тонн (1998). Месторождения скарнового и жильного типа. Крупнейшее из скарновых — Улудаг. Непромышленные проявления вольфрама имеются в Иране и Афганистане.
Общие запасы молибдена невелики и оцениваются в 432 тыс. тонн, подтвержденные — 172 тыс. тонн (1998) при содержании Мо в руде 0,03-0,2 %. Бо́льшая часть из них заключена в медно-порфировых месторождениях Ирана (Сарчешме и др.), меньшая — в скарновых и жильных месторождениях Турции (Улудаг и др.).
Месторождения редких металлов (бериллия, лития, тантала, ниобия, цезия и др.) пегматитового типа распространены в Нуристане (Афганистан). В Саудовской Аравии известны месторождения ниобатов-редкоземельных руд.
Стронциевые руды представлены целестином, известны в Афганистане (Кундуз), Иране и Турции.
Запасы ртути оцениваются в 12 тыс. тонн (ресурсы на 1998 — 23 тыс.тонн). Все они заключены в месторождениях Западной Турции (более 50 месторождений). Запасы ртути на отдельных месторождениях достигают 3 тыс. тонн и более при содержании её в рудах 0,1-4,0 % и более. Отдельные мелкие месторождения ртути с сурьмой и мышьяком известны в Иране, многочисленные непромышленные проявления ртути установлены в Афганистане.
Запасы сурьмы оцениваются в 170 тыс. тонн. Основное количество их находится в Турции (90 тыс. тонн в 1998), где известно более 45 месторождений сурьмы. Комплексные мышьяково-сурьмяные и ртутно-мышьяково-сурьмяные месторождения известны также в Иране (Зерешуран, Бахарлу, Патиар, Торкеман, Кухе-Сорх и др.).
Подтверждённые запасы золота оцениваются в 170 тонн (1998). В гидротермальных жильных месторождениях Саудовской Аравии (Махди-эд-Дахаб и др.) находится 72 тонны подсчитанных запасов, в Иране (Гольпаеган, Муте и др.) — 15 тонн, в Афганистане — 18 тонн, в Турции — 58 тонн. Запасы золота в жильных месторождениях достигают 70 тонн при содержании 4-27 г / т.
Самостоятельных месторождений серебра на Среднем Востоке нет. Серебро присутствует в жильных комплексных полиметаллических месторождениях Саудовской Аравии, Ирана (содержание Ag — 8-450 г / т) и золото-серебряных жильных месторождениях Саудовской Аравии, Турции и Афганистана (25-140 г / т), кроме того, наличие серебра установлено в колчеданно-полиметаллических месторождениях Саудовской Аравии, Ирана (20-2000 г / т), свинцово-цинковых гидротермально-метасоматических месторождениях в карбонатных породах Ирана, Афганистана (45-1000 г / т), комплексных медно-цеолитовых месторождениях Ирана (8-24 г / т), скарновых месторождениях Ирана, Афганистана (25-2000 г / т), металлоносных илах Красного моря — Атлантис II (53 г / т).

### Горнохимическое сырьё
Сырьё для горнохимической промышленности представлено в странах Западной Азии фосфоритами, серой, калийными солями, каменной солью, баритом, флюоритом, боратами, сульфатом натрия, пиритом. Запасы фосфоритов оцениваются в 2500 млн тонн. Они содержатся в осадочных месторождениях Иордании, Сирии, Турции, Ирака и Израиля.
По запасам серы Средний Восток занимает первое место в мире — 373 млн тонн; почти 99 % запасов серы заключены в месторождениях Ирака (Мишрак, Лазага и др.), её месторождения известны также в Афганистане, Турции, Иране.
Основные запасы калийных солей связаны с Мертвым морем с общими запасами в 600 млн тонн, подтверждёнными — 42 млн тонн при содержании K2O — 1,4 % (1998). Месторождения калийных солей также имеются в Иране (Миане, Семнан и др.).
Месторождения каменной соли (запасы превышают 4,5 млрд тонн) известны в Турции, Йемене, Саудовской Аравии, Иране, Сирии, Афганистане и Иордании. Месторождения сульфата натрия (запасы свыше 10 млн тонн) известны в Турции и Иране, месторождения флюорита (подтверждённые запасы около 7 млн тонн — 1998) — в Афганистане, Иране, Турции и Саудовской Аравии, месторождения пирита (запасы около 0,7 млрд тонн) — в Саудовской Аравии, Турции и на Кипре.
Запасы боратов, сосредоточенные главным образом в Турции (месторождение Бандырма, Эмет, Кирка, Бигадич и др.), оцениваются в 1 млрд тонн при содержании B2O3 в руде 15-50 %.
Значительны в регионе также запасы барита (общие запасы оцениваются в 21 млн тонн, подтверждённые — 6,8 млн тонн), главным образом в Турции (Силир и другие), а также в Иране (Кередж), Афганистане (Сангилян) и Саудовской Аравии.

### Нерудное промышленное сырьё
Недра Западной Азии богаты разнообразными видами нерудных материалов. Значительны запасы (90-е годы XX в.) асбеста — 6 млн тонн (Турция, Афганистан, Иран, Кипр), корунда — 9,2 млн тонн (Турция, Иран), магнезита — 95 млн тонн (Турция, Афганистан, Саудовская Аравия, Иран, Израиль), каолина — 40 млн тонн (Иран, Турция, Иордания, Саудовская Аравия), перлита — 4,7 млрд тонн (Турция), алунита — более 1 млрд тонн (Иран, Турция). Кроме того, есть месторождения бентонита в Сирии, Турции, Иране, Израиле (запасы 2 млн тонн), диатомита в Турции (130 млн тонн), огнеупорных доломитов в Иране, Ираке, Афганистане (25 млн тонн), талька в Афганистане, Турции, Саудовской Аравии (свыше 10 млн тонн), сепиолита в Турции (1,2 млн т), графита в Турции и Афганистане, мусковита в Афганистане, Иране и Саудовской Аравии.

### Нерудные строительные материалы
Месторождения строительных материалов представлены гипсом — запасы свыше 3 млрд тонн (Турция, Афганистан, Йемен, Иордания, Иран), разнообразными глинами (Турция, Израиль, Иран, Ирак, Афганистан, Саудовская Аравия, Йемен), известняками цементными и строительными (Турция, Израиль, Иран, Ирак, Афганистан, Саудовская Аравия, Йемен, ОАЭ), кварцевым песком (Израиль, Иран, Турция, Афганистан, Саудовская Аравия и др.), мрамором (Турция, Иран, Йемен и др.).

### Месторождения драгоценного и поделочного камня
В Иране известны месторождения бирюзы (Нишапур в районе Мешхетак и др.). На месторождении лазурита скарнового типа Санг в Афганистане добывают лучшие в мире сорта этого поделочного камня. В Афганистане есть также месторождения рубинов, изумрудов, кунцита, сурьмы, хрусталя, турмалинов, аквамарина, мраморного оникса.

### Горные системы региона
- Антиливан
- Гиндукуш
- Голанские высоты
- Загрос
- Кармель
- Киртхар
- Копетдаг
- Кухруд
- Ливан
- Мекран
- Памир
- Паропамиз
- Среднеафганские горы
- Сулеймановы горы
- Таврские горы
- Туркмено-Хорасанские горы
- Улудаг
- Хиндурадж

### Горные вершины
- 8614 м — Чогори
- 7690 м — Тиричмир
- 7492 м — Ношак
- 7403 м — Истор-о-Нал
- 7338 м — Сараграр I
- 5610 м — Демавенд
- 5165 м — Арарат
- 4548 м — Зардкух
- 4182 м — Кайсар
- 3487 м — Тахт-и-Сулейман[34]
- 3314 м — Кенгзошк[35]
- 2814 м — Хермон
- 2477 м — Камаркух
- 2730 м — Джабаль-Каур
- 2543 м — Малый Олимп
- 881 м — Гризим
- 818 м — Масличная гора
- 808 м — Гора Нево

## Климат и гидрография
Большая часть Среднего Востока имеет сухой или засушливый климат. Общей характеристикой является преобладание аридных ландшафтов с широким распространением пустынь, полупустынь и сухих степей, наличием огромных бессточных областей.
Лучшей увлажнённостью отличаются побережья Средиземного, Чёрного, юга Каспийского морей, а также юго-запад Аравийского полуострова и некоторые горные районы.
Важную роль в сельском хозяйстве большинства стран Среднего Востока играет наличие пастбищных угодий, что определяет развитие здесь скотоводства (во многих районах — кочевого).
Основные реки региона:
- Амударья
- Аракс
- Вахш
- Герируд
- Гильменд
- Гумаль
- Евфрат
- Иордан
- Карун
- Керхе
- Кызылырмак
- Мургаб
- Нил
- Пяндж
- Сейхан
- Тигр
- Шатт-эль-Араб

## Комментарии
1. 1 2 3  По некоторым классификациям не относится к региону Среднего Востока[25].
2. ↑  Геополитически и культурно может относиться к Европе.
3. 1 2  Относится к странам Северной Африки.
4. ↑  Частично расположенное в Европе государство